# Espinor de Pauli
Un espinor de Pauli o espinor para tres dimensiones es un tipo de espinor, elemento de un espacio vectorial {\displaystyle (\mathbb {C} ^{2},\cdot )} dotado de un producto interno que le da estructura de espacio de Hilbert, usado para representar de manera matemáticamente conveniente los vectores físicos del espacio euclídeo tridimensional. Los espinores de Pauli toman su nombre del físico austríaco Wolfgang Pauli que usó este tipo de representación para introducir el operador momento angular en mecánica cuántica prerrelativista. Este trabajo fue posteriormente generalizado, en la forma de espinores de Weyl usados en mecánica cuántica relativista.

## Introducción
Existe una correspondencia vectores tridimensionales y ciertas matrices hermítcas expresables como combinación de matrices de Pauli. Para construir dicha relación primero representamos vectores tridimensionales {\displaystyle \mathbf {r} =(x,y,z)} como matrices, de la siguiente forma:

{\displaystyle \mathbf {r} =(x,y,z)\mapsto \mathbf {\hat {r}} ={\begin{bmatrix}z&x-yi\\x+yi&-z\end{bmatrix}}}

Formalmente esta matriz es un elemento del álgebra de Lie del grupo SU(2) que es un espacio vectorial real de dimensión 3, por tanto, isomorofo al espacio {\displaystyle \mathbb {R} ^{3}} y el conjunto de estas matrices de su(2) se conocen informalmente como "vectores de Pauli" y son combinaciones lineales de las famosas matrices de Pauli ({\displaystyle {\boldsymbol {\sigma }}_{k}}):

{\displaystyle {\begin{bmatrix}z&x-yi\\x+yi&-z\end{bmatrix}}=x{\boldsymbol {\sigma }}_{x}+y{\boldsymbol {\sigma }}_{y}+z{\boldsymbol {\sigma }}_{z}}

Inicialmente Wolfgang Pauli usó esta representación para representar el vector momento angular como operador matricial. El espacio vectorial sobre el que actuaban estos "vectores de Pauli" es un espacio vectorial complejo de dos dimensiones, por tanto, isomorofo a {\displaystyle \mathbb {C} ^{3}}.
Lo interesante de esta forma de representar los vectores tridimensionales como "vectores de Pauli" o matrices unitarias, es que las rotaciones tridimensionales admiten una representación más simple en términos de estas matrices. Consideremos una rotación del grupo de rotaciones tridimensionales SO(3), {\displaystyle \mathbf {R} \in {\text{SO}}(3)} y consideremos su actuación sobre el vector {\displaystyle \mathbf {r} }:

{\displaystyle \mathbf {r'} =\mathbf {Rr} }

Resulta que se puede alguna matriz {\displaystyle \mathbf {U} \in {\text{SU}}(2)} tal que el resultado de la rotación puede calcularse como:

{\displaystyle \mathbf {{\hat {r}}'} ={\begin{bmatrix}z'&x'-y'i\\x'+y'i&-z'\end{bmatrix}}=\mathbf {U} {\begin{bmatrix}z&x-yi\\x+yi&-z\end{bmatrix}}\mathbf {U} ^{\dagger }}

donde se tiene también {\displaystyle \mathbf {{\hat {r}}'} =\mathbf {\widehat {Rr}} }. De hecho, puesto que SU(2) es el grupo topológico que es el recubridor universal de SO(3), siendo como espacio recubridor un espacio que recubre dos veces la matriz {\displaystyle \mathbf {U} } no es única, de hecho tanto {\displaystyle \mathbf {U} } como su opuesta {\displaystyle -\mathbf {U} } satisfacen la relación anterior.Otra propiedad notoria es que el determinante de la matriz que representa a un vector, cambiado de signo, coincide numéricamente con la norma del vector :

{\displaystyle -\det {\begin{bmatrix}z&x-yi\\x+yi&-z\end{bmatrix}}=x^{2}+y^{2}+z^{2}=\|\mathbb {r} \|^{2}}

## Definición de espacio de espinores de Pauli
El espacio de espinores de Pauli {\displaystyle S_{P}=(\mathbb {C} ^{2},\cdot )} está formado por pares de números complejos {\displaystyle (\xi _{1},\xi _{2})\in S_{P}} cuyo producto interno se define como:

{\displaystyle {\boldsymbol {\xi }}\cdot {\boldsymbol {\zeta }}={\begin{bmatrix}{\bar {\xi }}_{1}&{\bar {\xi }}_{2}\end{bmatrix}}{\begin{bmatrix}{\zeta }_{1}\\{\zeta }_{2}\end{bmatrix}}={\bar {\xi }}_{1}\zeta _{1}+{\bar {\xi }}_{2}\zeta _{2}}

donde la barra indica el complejo conjugado de un número complejo.
El producto tensorial de dos espinores se transforma como un vector tridimensional, es decir, la combinación:

{\displaystyle {\begin{bmatrix}z&x-yi\\x+yi&-z\end{bmatrix}}={\begin{bmatrix}{\xi }^{1}\\{\xi }^{2}\end{bmatrix}}{\begin{bmatrix}{\zeta }_{1}&{\zeta }_{2}\end{bmatrix}}=:{\boldsymbol {\xi }}\otimes {\boldsymbol {\zeta }}}

Esa representación no es uno a uno, ya que en particular el "vector de Pauli" nulo (con {\displaystyle x^{2}+y^{2}+z^{2}=0}) se puede expresar como producto, tomando {\displaystyle \xi ^{1}=\zeta _{2}={\sqrt {x-yi}}} y {\displaystyle \xi ^{2}=-\zeta _{1}={\sqrt {-x-yi}}}. Igualmente se puede demostrar que ciertos productos con un número par de espinores de Pauli dan lugar a una mangitud que bajo rotaciones se transforma como una magnitud tensorial ordinaria. Por ejemplo, cualquier vector tridimensional {\displaystyle {\boldsymbol {W}}=(W_{1},W_{2},W_{3})} se puede representar por una combinación de productos tensoriales de espinores de Pauli, en particular si se tiene una base para los espinores de Pauli {\displaystyle \{{\boldsymbol {\hat {e}}}_{1},{\boldsymbol {\hat {e}}}_{2}\}} junto con su base dual {\displaystyle \{{\boldsymbol {\hat {e}}}_{1}^{*},{\boldsymbol {\hat {e}}}_{2}^{*}\}}, tenemos que:

{\displaystyle {\boldsymbol {W}}\mapsto \mathbf {\hat {W}} ={\begin{bmatrix}W_{3}&W_{1}-W_{2}i\\W_{1}+W_{2}i&-W_{3}\end{bmatrix}}=W_{1}({\boldsymbol {\hat {e}}}_{1}\otimes {\boldsymbol {\hat {e}}}_{2}^{*}+{\boldsymbol {\hat {e}}}_{1}\otimes {\boldsymbol {\hat {e}}}_{2}^{*})+iW_{2}({\boldsymbol {\hat {e}}}_{2}\otimes {\boldsymbol {\hat {e}}}_{1}^{*}-{\boldsymbol {\hat {e}}}_{1}\otimes {\boldsymbol {\hat {e}}}_{2}^{*})+W_{3}({\boldsymbol {\hat {e}}}_{1}\otimes {\boldsymbol {\hat {e}}}_{1}^{*}-{\boldsymbol {\hat {e}}}_{2}\otimes {\boldsymbol {\hat {e}}}_{2}^{*})}

Sin embargo, los productos de un número impar de espinores de Pauli, son propiamente magnitudes espinoriales, y por tanto, bajo una rotación {\displaystyle 2\pi } alrededor de un eje fijo cambian de signo y, por tanto, no pueden ser interpretados como magnitudes tensoriales.